# Иския (град)
Ѝския (на италиански: Ischia) е пристанищен град и община в Южна Италия, провинция Неапол, регион Кампания. Разположен е на североизточния бряг на едноименния остров, в Тиренско море. Населението на общината е 18 828 души (към 2010 г.).
Иския е главният център на острова, и една от шестте общини, от които той се състои.

## Известни личности
Починали в Иския
- Уилям Уолтън (1902 – 1983), английски композитор